# Micropsectra albifasciata
Micropsectra albifasciata är en tvåvingeart som först beskrevs av Hardy 1960.  Micropsectra albifasciata ingår i släktet Micropsectra och familjen fjädermyggor. Inga underarter finns listade i Catalogue of Life.